# فقيرزهي مرادبازار
فقيرزهي مرادبازار (بالفارسية: فقیرزهی مرادبازار) هي قرية تقع في منطقة بولان في إيران. يقدر عدد سكانها بـ 280 نسمة بحسب إحصاء 2016.